# Michele Bartoli
Michele Bartoli (født 27. maj 1970) er en tidligere professionel cykelrytter fra Italien, der har kørt for både Mapei, Fassa Bortolo og det danske hold Team CSC, som han i øvrigt sluttede karrieren hos i 2004.
Han regnes for én af de mest komplette cykelryttere i nyere tid.
Han har bl.a. vundet Liège-Bastogne-Liège to gange (1997 og 1998), La Flèche Wallonne (1999), Amstel Gold Race (2002) og Lombardiet Rundt to gange (2002 og 2003).